# 데네소르
데네소르는 《실마릴리온》,
《반지의 제왕》 두 소설에 등장하는 인명이다. 이 이름을 가진 이는 여럿 있었는데, 가장 유명한 이는 《실마릴리온》에 언급된 초록요정 왕과 《반지의 제왕》에 등장한 곤도르 10대 섭정 데네소르 2세다.

## 초록요정 왕
렌웨의 아들이며 그가 죽은 뒤 초록요정을 이끌었다. 벨레리안드 첫 전쟁에서 전사했고 그의 뒤를 이은 왕은 없었다.

## 곤도르 10대 통치 섭정
곤도르 33대 왕 에아르누르가 미나스 모르굴에서 실종된 후 곤도르는 아라고른 2세가 아르노르-곤도르 재통합 왕국의 국왕이 되기 전까지 섭정이 나라를 다스렸다. 이에 오랜 세월이 흘러 이실두르의 후계자가 귀환하던《반지의 제왕》당시 데네소르는 몰락하는 곤도르의 최고 수장으로, 유능하고 냉혈한 존재로 서술된다. 그의 자식으로 장남 보로미르와 차남 파라미르가 있다.